# Liste des gares de la Lozère

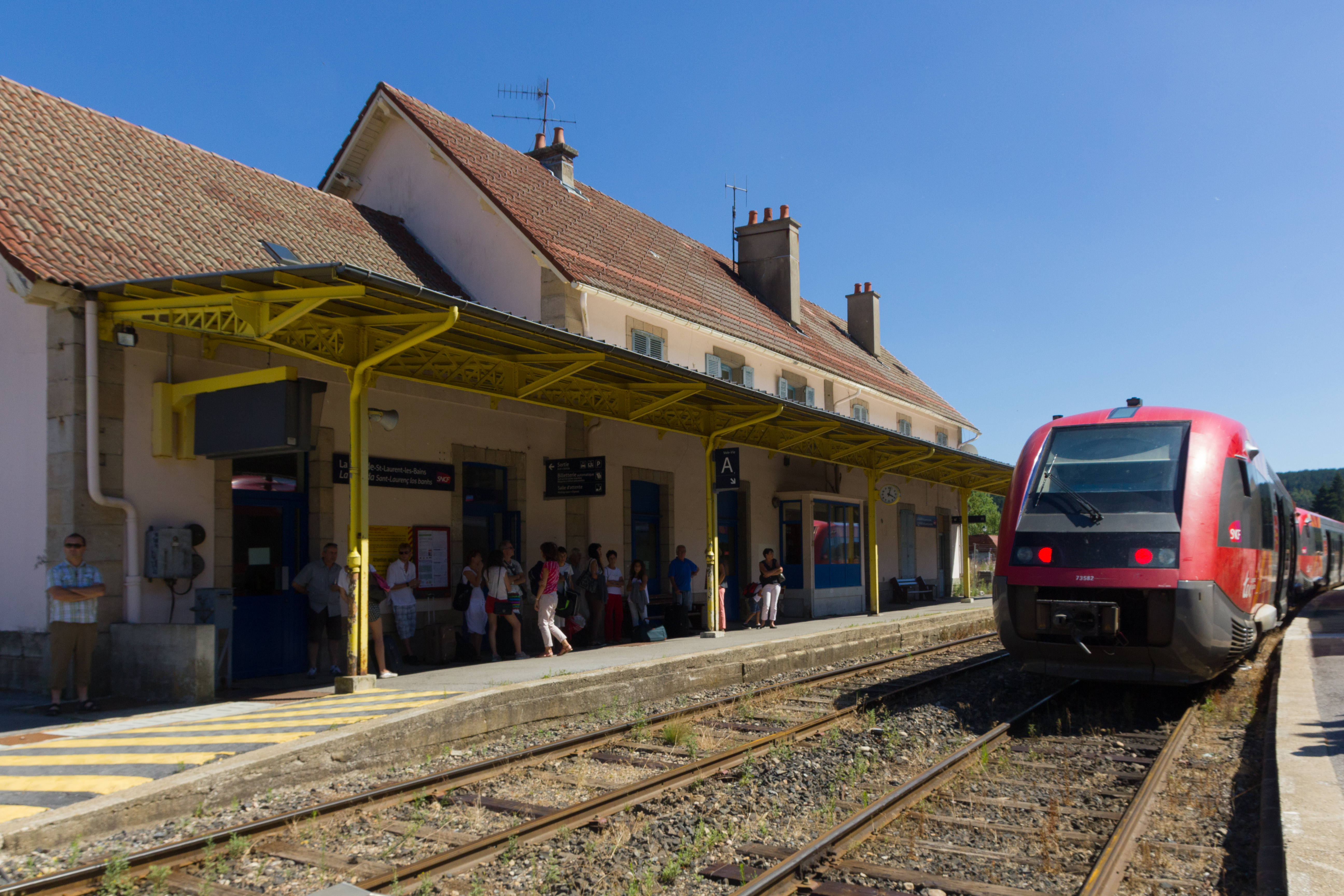
Deux X 73500 en gare de La Bastide - Saint-Laurent-les-Bains

La liste des gares de la Lozère, est une liste des gares ferroviaires, haltes ou arrêts, situées dans le département de la Lozère, en région Occitanie.
Liste actuellement non exhaustive, les gares fermées sont en italique et les principales gares de préfectures ou sous-préfectures sont indiquées en gras.

## Gares ferroviaires des lignes du réseau national

### Gares ouvertes au trafic voyageurs
- Gare d'Allenc
- Gare d'Aumont-Aubrac
- Gare de Bagnols - Chadenet
- Gare de Balsièges-Bourg
- Gare de Banassac - La Canourgue
- Gare de Barjac
- Gare de Belvezet
- Gare de Chanac
- Gare de Chapeauroux
- Gare de Chasseradès
- Gare de Chirac
- Gare de La Bastide - Saint-Laurent-les-Bains
- Gare de Langogne
- Gare du Bruel
- Gare du Monastier
- Gare des Salelles
- Gare de Luc
- Gare de Marvejols
- Gare de Mende
- Gare de Saint-Chély-d'Apcher
- Gare de Villefort

### Gares fermées au trafic voyageurs: situées sur une ligne en service
- Gare d'Arcomie
- Halte d'Auxillac-Montjézieu
- Gare de Badaroux
- Gare de Balsièges
- Gare de Bramonas
- Gare de Daufage - Le Goulet
- Halte de Larzalier
- Gare de Larzalier
- Gare du Villard - Salelles
- Gare de Prévenchères - Gorges du Chassezac
- Gare de Sainte-Hélène
- Gare de Saint-Sauveur-de-Peyre

## Voie étroite

### Gares fermées au trafic voyageurs situées sur une ligne fermée
- Gare de Cassagnas-Barre
- Gare de Cassagnas-Village[1]
- Gare de Florac
- Gare de La Devèze
- Gare de La Draye-du-Pradal[1]
- Gare de La Farelle[1]
- Gare de La Salle-Prunet
- Gare de La Vignette
- Gare du Collet-de-Dèze
- Gare du Cros[1]
- Gare du Poncet[1]
- Gare du Rouve-Jalcreste
- Gare des Combres[1]
- Gare des Crozes
- Gare de Marveillac[1]
- Gare de Pont-de-Saunier[1]
- Gare de Saint-Frézal-de-Ventalon
- Gare de Saint-Hilaire-de-Lavit
- Gare de Saint-Julien-d'Arpaon
- Gare de Saint-Julien-des-Points[1]
- Gare de Saint-Michel-de-Dèze
- Gare de Saint-Privat-de-Vallongue
- Gare de Sistres[1]

## Les lignes ferroviaires

### En service
- Béziers à Neussargues
- Le Monastier à La Bastide-Saint-Laurent-les-Bains
- Saint-Germain-des-Fossés à Nîmes-Courbessac

### Désaffectée
- Ligne de Charpal
- Florac à Sainte-Cécile-d'Andorge
- Le Puy à Langogne